# Daniel Díaz (ciclista)
Daniel Ricardo Díaz (Salta, Argentina, 7 de julio de 1989) es un ciclista de ruta argentino que actualmente corre en el equipo argentino Transporte Puertas de Cuyo. Sus logros más destacados han sido dos victorias en el Tour de San Luis (2013 y 2015).

## Biografía

### Ciclismo aficionado
Tras destacar en América ,Díaz fue a España corriendo como amateur en el Cafés Baqué llegando a debutar esa misma temporada con el Footon-Servetto profesional.
Su temporada amateur fue de los más exitosa haciéndose con la Vuelta a la Comunidad de Madrid amateur y con el Trofeo Euskaldun, además de ganar 2 etapas de la Vuelta a Navarra entre otras.

### Ciclismo profesional
De cara a seguir su progresión fue cedido al Vélo-Club La Pomme Marseille, destacando en la París-Troyes con un cuarto puesto.
La desaparición del Geox-TMC (antiguo Footon-Servetto) produjo que Díaz se quedase sin equipo fichando finalmente por el San Luis Somos Todos, destacando en el Tour de San Luis con un tercer puesto, por delante de corredores contrastados como Stefan Schumacher y Vincenzo Nibali. En esta carrera además se le adjudicó a posteriori la 5.ª etapa debido a la sanción de Alberto Contador por el Caso Contador.
A principios de 2013 logró su triunfo más importante hasta el momento, al ganar la séptima edición del Tour de San Luis.

## Palmarés
2009
- Doble Bragado + 2 etapas

2012
- 1 etapa del Tour de San Luis
- 1 etapa de la Vuelta a Bolivia

2013
- Tour de San Luis

2014
- 2.º en el Campeonato de Argentina Contrarreloj
- Campeonato de Argentina en Ruta

2015
- Tour de San Luis, más 2 etapas[7][8][9]

2018
- Vuelta a Mendoza, más 1 etapa

## Equipos
- Footon-Servetto (2010)
- Vélo-Club La Pomme Marseille (2011)
- San Luis Somos Todos (2012-2014)
- Funvic-São José dos Campos (2015)
- Delko Marseille Provence KTM (2016-2017)
- SEP San Juan (2018)
- Municipalidad de Pocito (2019)
- Transporte Puertas de Cuyo (2020)